# Convention franco-hollandaise du 28 novembre 1839
La convention franco-hollandaise du 28 novembre 1839 concerne "des arrangements de bonne amitié sur de nouvelles bases" du Traité des Accords de Concordia signé près de 2 siècles plus tôt, le 23 mars 1648, entre Français et Hollandais, qui définissait le partage et la double gestion de l'île de Saint-Martin aux Antilles.

## Présentation
Il s'agit en principe de changements de forme, "sans rien changer au fond", concernant seulement la chasse, la pêche, l'exploitation commune des salines et l'extradition des délinquants.
Toutefois, le préambule de cette convention considère que "le traité du 23 mars 1648... n'a jamais été strictement observé" et son article 1er stipule que "le Traité de 1648 et tous ceux qui pourraient avoir été conclus depuis... seront considérés d'aucun effet et annulés par ces présentes", après approbation de cette convention par les Gouverneurs du Suriname et de la Guadeloupe.

## Texte complet de la Convention franco-hollandaise du 28 novembre 1839
(Lire le texte original sur Wikisource)